# Stolpersteine im Landkreis Osterholz
Stolpersteine im Landkreis Osterholz werden seit 2005 im Landkreis Osterholz im Rahmen des gleichnamigen Projekts Stolpersteine von Gunter Demnig verlegt. Mit ihnen soll der Opfer des Nationalsozialismus gedacht werden, die hier lebten und wirkten.

## Geschichte
2011 hatte es einen ersten Versuch gegeben, Stolpersteine in Osterholz-Scharmbeck zu verlegen. Wie in anderen Städten und Gemeinden auch, hatten die Fraktionen im Verwaltungsausschuss der Stadt Osterholz-Scharmbeck Bedenken und lehnten den Antrag deshalb ab.
Die Stadt Osterholz-Scharmbeck entschied sich nach dem Abriss der ehemaligen Synagoge im Jahr 2003/04 an deren Stelle ein Mahnmal zum Gedenken der jüdischen Opfer in der Bahnhofstraße zu errichten. Durch weitere Umgestaltungen entstand ein neuer Stichweg zum Gymnasium; dieser wurde nach Antrag vom 26. November 2016 im Folgejahr in „Geschwister-Rosenhoff-Weg“ umbenannt; das Mahnmal selbst wurde zum „Platz der jüdischen Synagoge“. Ruth und Claire Rosenhoff waren die jüngsten jüdischen Opfer in Osterholz-Scharmbeck; für sie wurden dann 2021 auch Stolpersteine; zusammen mit denen ihrer Eltern; in der Bördestraße 20 platziert. Andere Gemeinden des Landkreises Osterholz starteten früher mit der Verlegung von Stolpersteinen. 2005 und 2014 wurden Steine in Ritterhude (Liste der Stolpersteine in Ritterhude) und 2006 in Lilienthal (Liste der Stolpersteine in Lilienthal) verlegt.
Im Februar 2021 unternahm der zweite Vorsitzende des „Arbeitskreises MUNA Lübberstedt“ Hartmut Oberstech einen neuen Versuch bei der Stadtverwaltung, der vom Historiker Manfred Bannow, der u. a. die Webseite Spurensuche betreut, aufgenommen wurde. Die Fraktionen der Grünen, Linken und der SPD stimmten zu und der Antrag passierte am 11. Juni 2021 den Verwaltungsrat und am 9. Juli 2021 den Stadtrat.
Die Steine wurden am 24. Juni 2021 durch Gunter Demnig verlegt (Liste der Stolpersteine in Osterholz-Scharmbeck).
Mitte August 2021 sind die drei Gedenksteine der Familie Davidsohn in der Bahnhofstraße 84 in Osterholz-Scharmbeck von unbekannten Tätern mit Farbe beschmiert worden.
Am 15. Juni 2022 wurden Steine für die Familie Cohen in der Lindenstr. 6 in Osterholz-Scharmbeck platziert. Der Stein für Carsten Brüns in der Lindenstraße wurde am 27. Januar 2023 nach Straßenbauarbeiten neu verlegt. Am 24. Oktober folgten acht neue Steine, die wieder persönlich von Gunter Demnig verlegt wurden; der Stein für Bronislav Stempniak am Marktplatz wurde am 20. Oktober 2024 erneut verlegt, da er auf Grund seiner exponierten Lage starken Verschleiß ausgesetzt war.
Am 8. Mai 2025 wurde für Heinrich Kück in der Karlstr. 31 ein Stolperstein verlegt.

## Verlegungen
| Jahr der Verlegung | Gemeinde             | Anzahl neuer Steine | Stolpersteinliste    | Anmerkung                                         |
| ------------------ | -------------------- | ------------------- | -------------------- | ------------------------------------------------- |
| 2005               | Ritterhude           | 4                   | Ritterhude           |                                                   |
| 2006               | Lilienthal           | 2                   | Lilienthal           |                                                   |
| 2014               | Lilienthal           | 0 (+2)              | Lilienthal           | (Erneute Verlegung nach Bauarbeiten)              |
| 2014               | Ritterhude           | 5                   | Ritterhude           |                                                   |
| 2021               | Osterholz-Scharmbeck | 16                  | Osterholz-Scharmbeck |                                                   |
| 2022               | Osterholz-Scharmbeck | 15                  | Osterholz-Scharmbeck |                                                   |
| 2023               | Osterholz-Scharmbeck | 8 (+1)              | Osterholz-Scharmbeck | (Eine erneute Verlegung nach Bauarbeiten)         |
| 2023               | Ritterhude           | 3 (+1)              | Ritterhude           | (Eine erneute Verlegung nach Bauarbeiten)         |
| 2024               | Ritterhude           | 4                   | Ritterhude           |                                                   |
| 2024               | Osterholz-Scharmbeck | 0 (+1)              | Osterholz-Scharmbeck | (Eine erneute Verlegung auf Grund von Verschleiß) |
| 2025               | Osterholz-Scharmbeck | 1                   | Osterholz-Scharmbeck |                                                   |

## Geschichte hinter den Steinen

### Aron
Moritz Aron (11. Oktober 1873 – 1944) lebte mit seinen Brüdern Ludwig Aron (1892–1915) und Wilhelm Aron (9. Januar 1895 – 2. Januar 1973) in Osterholz-Scharmbeck.
Wilhelm Aron wurde während der sogenannten Reichspogromnacht (9. auf den 10. November 1938) und dem Brand der Scharmbecker Synagoge wie alle Juden im Alter von 20 bis 60 Jahren in Schutzhaft genommen und dabei einige Tage in Bremen-Lesum festgehalten.
Am 2. April 1942 waren Moritz und sein Bruder Wilhelm die letzten beiden jüdischen Bewohner der Stadt Osterholz-Scharmbeck, deren Haus ab dann als einziges unter die neue Kennzeichnungspflicht jüdischer Wohnungen fiel. Am 23. Juli 1942 wurde Moritz über Hannover in das KZ Theresienstadt deportiert und kam am 15. Mai 1944 in das Vernichtungslager Auschwitz, wo er ermordet wurde.
Im September 1944 wurde Wilhelm – zusammen mit seinen Kindern Annelie und Willi, die als Halbjuden galten – von der Gestapo verhaftet und kam zunächst nach Farge. Da im Januar 1945 auch der rudimentäre Schutz als „Mischehepartnern“ weggefallen war, wurde Wilhelm Ende März oder Anfang April 1945 mit acht weiteren Betroffenen mit dem Deportationstransport VI/11 – der letzten „Judendeportation“ aus dem nordwestdeutschen Raum – verschleppt, welcher am 4. April 1945 das KZ Theresienstadt erreichte. Wilhelm überlebte, kehrte zurück und engagierte sich danach viele Jahre in Partei, Gewerkschaft, Feuerwehr, AOK und im Stadtrat sowie beim VSK, der ihn 1962 zum Ehrenmitglied machte.
Die Stolpersteine für Moritz und Wilhelkm Aron wurden am 15. Juni 2022 an der ehemaligen Wohnadresse Auf dem Kamp 32 verlegt.

### Cohen
Siegmund Cohen wurde am 19. März 1871 in Osterholz-Scharmbeck geboren und betrieb in der Bahnhofstraße 37 ein Manufaktur-, Kurz- und Weißwarengeschäft. Sein Bruder Alfred Cohen unterhielt in der Hohestraße 51 einen konkurrierenden Laden, welches er vom Vater der beiden übernommen hatte. Siegmund erwarb das Geschäft seines Bruders und gab es später an seine Tochter Hanny Cohen weiter.
Der Boykott jüdischer Geschäfte führte letztendlich zur Insolvenz und am 6. Oktober 1934 zur Zwangsversteigerung. Die Familie zog daraufhin in die Lindenstraße 6. Sohn Erich Cohen war bereits 1933 nach Südafrika ausgewandert; Hanny eröffnete ein neues kleines Geschäft in der Bahnhofstraße 34, welches während der Novemberpogrome 1938 verwüstet wurde.
Die Wohnung der Cohens in der Lindenstraße wurde im Februar 1939 von der Gestapo nach „unerwünschtem Schrifttum“ durchsucht und einige Bücher wurden beschlagnahmt. Sigmund Cohen hatte 1938 schwere Verletzungen erlitten und starb am 20. November 1939 an den Spätfolgen seiner Misshandlungen. Er wurde ohne Grabstein auf dem jüdischen Friedhof der Stadt beigesetzt.
Seine Frau Klara Cohen (* 28. Mai 1871 in Ottersberg als Klara Assenheimer) zog am 4. November 1940 zwangsweise in ein Judenhaus in der Elsasser Straße 114 im Stadtteil Schwachhausen von Bremen, dessen Bewohner am 18. November 1941 ins Ghetto von Minsk deportiert wurden, wo sie ermordet wurden.
Die Steine der Familie Cohen wurden am 15. Juni 2022 verlegt. Für Klara Cohen war bereits an der Elsasser Straße 114 in Bremen ein Stolperstein verlegt worden; siehe Liste der Stolpersteine in Bremen.

### Frank
Julius Frank wurde am 22. März 1907 als Sohn von Henry und Johanna Frank in Lilienthal geboren. Die Familie war eine angesehene Fotografenfamilie mit eigenem Atelier und seit 1872 in Lilienthal ansässig. Julius betrieb das Atelier seines Vaters nach dessen Tod 1931 weiter. Als sich ab 1933 die Repressalien gegen Juden immer weiter steigerten, verkaufte er sein Atelier im Mai 1936 und flüchtete im Juni 1936 über Hamburg mit dem Schiff President Harding in die USA. Seine Verlobte Hildegard folgte ihm und das Paar heiratete im Mai 1937 in Detroit. Aus der Ehe gingen drei Kinder hervor. 1947 zog die Familie nach Los Angeles. Julius Frank verstarb im August 1959 während eines Aufenthaltes in Mexiko. Seine Witwe und zwei seiner Kinder waren bei der Verlegung der Stolpersteine in Lilienthal anwesend.
Ludwig Frank wurde am 28. Oktober 1909 als Sohn von Henry und Johanna Frank in Lilienthal geboren. Nach der Schule wurde er Schauspieler und hatte kleinere Engagements an Theaterbühnen. Er wohnte in Bremen, als seine Familie 1936 in die USA flüchtete. Während der Novemberpogrome 1938 wurde er verhaftet und wurde bis zum 5. Juli 1939 im KZ Oranienburg inhaftiert. Noch im Jahr 1939 flüchtete er nach England. Von dort führte ihn der Weg nach Kanada, wo er Zwangsarbeiten verrichten musste und 1945 frei kam. Ludwig Frank starb im September 1977 in Montreal.

### Kück, Heinrich
Heinrich Kück wurde 1916 in Hambergen-Heißenbüttel geboren. Nach der Volksschule absolvierte er eine Maurerlehre bei der Firma Stehnke und zog in die Karlstraße 31 in Osterholz-Scharmbeck, wo im 2025 auch sein Stolperstein verlegt wurde. Zwischen 1936 und 1938 wurde er zunächst zum Reichsarbeitsdienst dann zum Artillerieregiment 38 in Bremen-Huckelriede eingezogen. Durch eine Sonderaktion der Wehrmacht wurde er in Straflager in Munsterlager in der Lüneburger Heide verlegt, von wo er am 5. März 1940 ins KZ Dachau gebracht wurde, wo er am 3. Mai 1940 ermördet wurde.  Hintergrund seiner Verfolgung könnte lt. Aussagen seiner Mutter seine sozialdemokratische Gesinnung gewesen sein.

## Personen ohne Stolperstein im Landkreis
Während für Clara Cohen ein Stolperstein in Bremen verlegt wurde, haben andere Opfer des Nazi-Regimes auch andernorts noch keinen Stein.

### Willi Aron
Willi Aron war der Sohn von Wilhelm Aron und der Bruder von Annelie Müller. Sein Lebenslauf zeigt die systematische Desintegration der Juden im Dritten reich auf. Älter als Annelie hatte er noch eine Bäckerausbildung absolvieren können und musste deshalb sogar Mitglied der Hitler-Jugend werden. 1939 wurde er zum Reichsarbeitsdienst (RAD) eingezogen und wurde als Panzerjäger zur Wehrmacht eingezogen, die ihn 1942 wegen seiner jüdischen Herkunft wieder ausschloss.
Willi Aron arbeitete vor seiner Verhaftung und seinem Einsatz in Bremen-Farge (U-Boot-Bunker Valentin) als Bäcker in Osterholz-Scharmbeck. Kam dann in ein Lager bei Holzminden und wurde dann bei Eschenbach interniert. Die Bewacher flüchten dort, als die Alliierten dem Lager näherrückten und die Gefangenen machten sich auf dem Heimweg. Willi Aron wurde dabei in der Bahnhofstraße von einer Streife der Wehrmacht gestellt, die ihn für einen Deserteur hielt, ihn allerdings dann laufen ließ, weil er von einer Gastwirtin identifiziert werden konnte.

### Kurt Albrecht
Kurt Albrecht (1927–1945) war fahnenflüchtiger Soldat im Zweiten Weltkrieg. Er wurde am 28. April 1945 auf dem Schießplatz des Scharmbecker Schützenvereins standrechtlich erschossen. Er ist einer der wenigen hingerichteten Deserteure der Wehrmacht, nach dem mehrere öffentliche Straßen und Plätze benannt wurden. In Osterholz-Scharmbeck ist es der Weg parallel zum Bahndamm und zur Jacob-Frerichs-Straße, wo die sich jetzt auch die sechs Gedenksteine für die russischen Zwangsarbeiter befinden.
In der Bahnhofstraße; direkt am Beginn der Fußgängerunterführung zum Bahnhof; wurde im November 2020 eine Gedenktafel angebracht.

### Carl Katz
Carl Katz (1899–1972) wurde in Osterholz-Scharmbeck geboren, ging in den 1920er Jahren nach Bremen und wurde Unternehmer und Vorsitzender der jüdischen Gemeinde. Am 24. Juli 1942 wurden auch Katz und seine Familie zusammen mit den Insassen des jüdischen Altersheims in Gröpelingen nach Theresienstadt deportiert. Nach der Befreiung vom Nationalsozialismus kehrte Katz 1945 mit Frau und Tochter nach Bremen zurück und baute die jüdische Gemeinde wieder auf.

### Annelie Müller
Annelie Müller (geb. Aron), war die Tochter von Wilhelm Aron, die Schwester von Willi Aron und die Nichte von Hugo Meyer-Rosenhoff, dessen Familie in Minsk ermordet wurde. Sie selbst kam zunächst in ein Lager bei Oldenburg, wurde dann im November 1944 nach Bremen zurückkommandiert und als Zwangsarbeiterin bei Krupp in Bremen-Oslebshausen eingesetzt oder beseitigte Bombentrümmer. Als „Halbjüdin“ war ihr der Zutritt zu den Bunkern bei Bombenalarm allerdings verwehrt; sie durfte aber in Osterholz-Scharmbeck bei ihrer „arischen“ Mutter übernachten.
Ab 1950 engagierte sie sich als Kassiererin in der 1947 gegründeten Vereinigung der Verfolgten des Naziregimes (VVN).

### Zwangsarbeiter
Auch im Landkreis Osterholz waren Zwangsarbeiter eingesetzt worden. Für sechs Zwangsarbeiter wurden Stolpersteine in Osterholz-Scharmbeck verlegt, die bei den Drettmann-Werken eingesetzt waren.
Die Zahl der eingesetzten Personen war aber weit höher; die Kriegsakten der Stadt, die der britischen Militärverwaltung 1947 übergeben wurden, ergaben folgende Zahlenverhältnisse für den Zeitraum 1940–1945:
- Russen: 485
- Holländer: 219
- Tschechen: 205
- Polen: 134
- Belgier: 90
- Franzosen: 69

Die Mehrheit überlebte den Einsatz im Landkreis; allerdings kehrten nicht alle diese Menschen in ihre Heimat zurück:
- Auf dem Friedhof „Lange Straße“ liegen neun Russen und fünf Polen begraben; darunter ein 15-Jähriger, der sich 1942 erhängt hatte.
- Ein Russe beging in Scharmbeck Selbstmord.
- Ein Russe starb in einem Hospital in Bremen-Oberneuland.
- Ein Pole wurde auf dem „Tinzenberg“ nach einem Fluchtversuch 1945 erhängt.
- Ein Pole brachte „seinen“ Bauern 1945 nach Kriegsende um und wurde von einem alliierten Militärgericht zu 15 Jahren Haft verurteilt.

## Listen der Stolpersteine im Landkreis Osterholz
- Liste der Stolpersteine in Lilienthal
- Liste der Stolpersteine in Osterholz-Scharmbeck
- Liste der Stolpersteine in Ritterhude